# 鸭嘴金线鲃
鸭嘴金线鲃又名鴨嘴金線魮（学名：Sinocyclocheilus anatirostris，俗名鸭嘴鱼）为輻鰭魚綱鯉形目鲤科金线鲃属的其中一種鱼类，被IUCN列為次級保育類動物，分布於亞洲中國廣西壯族自治區樂業縣地下河流域。本魚體延長且側扁，頭部扁平呈鴨嘴狀，頭背交界處隆鰭並向前突出，無眼，口亞下位，具觸鬚2對，體裸露無鱗，側線明顯，背鰭軟條11枚、臀鰭軟條8枚，體長可達12.9公分，尾鰭叉形，胸鰭向後延伸至腹鰭起點，魚鰭透明，體色乳白色略帶粉紅，無斑紋，该物种的模式产地在广西凌云、乐业两地溶洞内。，棲息在地下河底中層水域，生活習性不明。

## 扩展阅读
維基物種上的相關：鸭嘴金线鲃